# ケンタウロスワールド
『ケンタウロスワールド』（原題: Centaurworld）は、アメリカ合衆国のミュージカル・コメディ・アニメーション作品。原作はメーガン・ニコール・ドング、歌曲製作はドングとドミニク・ビジニャーノによる。
Netflixオリジナル作品として、2021年7月30日に第1シーズン、同年12月7日に第2シーズンが配信された。

## あらすじ
軍馬であるホースは、相棒のライダーと不思議なお守りを持ち帰る任務の途中、ミノタウロス軍からの襲撃に遭い、お守りと共に崖から転落する。目を覚ましたホースは、まったく別の世界へと迷い込んでいたことに気づく。そこは様々な種類のケンタウロス達が歌って踊り、色鮮やかで魔法溢れる奇妙な場所だった。そこで出会ったワマウィンク達によると、元の世界に戻るにはケンタウロスのシャーマン達と会う必要があるという。 ホースはライダーに再会するため、仲間と共に虹の道を辿って冒険の旅に出る。

## 登場人物
声は、日本語吹替 / 英語。

### メインキャラクター
ホース(Horse)
声 -高野菜々/英：キミコ・グレン
本作の主人公。人間の世界から来た雌の軍馬。勇敢でプライドが高い。親友であるライダーとはぐれ、ケンタウロスワールドに迷い込む。ケンタウロスワールドで過ごすうち、しっぽが喋るなどの身体の変化を経験する。
ワマウィンク(Wammawink)
声 -内海安希子、山下音彩（幼少時）/英：メーガン・ヒルティ、ソフィア・ルイス（幼少時）
アルパカのケンタウロス。群れのリーダーで皆の母親的存在。群れの仲間達と魔法のドームで守られたケンタウロスの谷で暮らしていた。シャーマンスクールに通っていた過去がある。
ズリアス(Zulius)
声 -勝杏里/英：パーヴェシュ・チーナ
美意識が高く気まぐれな性格のシマウマのケンタウロス。たてがみの形を自由に変えることができる。
チェド(Ched)
声 -星野貴紀/英：クリス・ディアマントポロス
ホースに対し常に喧嘩腰な小鳥のケンタウロス。馬に恨みを持っている。
グレンデール(Glendale)
声 -佐久間友理/英：メーガン・ニコール・ドング
窃盗癖のあるジェレヌクのケンタウロス。盗んだものはお腹のポータルに仕舞い込んでいる。
ダープルトン(Durpleton)
声 -木内秀信/英：	ジョシュ・ラドナー
穏やかで友好的な性格のキリンのケンタウロス。のちにグサーリの養父となる。
ライダー(Rider)
声 -佐久間友理/英：ジェシー・ミューラー
ホースの乗り手である人間の少女。人間の世界でミノタウロスと戦う戦士。

### シャーマン
ケンタウロスの中でも特に強い魔力を持つ者たち。異世界へ繋がる鍵のピースをそれぞれが所持している。
ウォーターベイビー(Waterbaby)
声 -山像かおり/英：レネイ・エリース・ゴールズベリイ
カバのケンタウロス。ワマウィンクのシャーマンスクール時代の友人であり、また指導者でもある。
木のシャーマン(the Tree Shamans)
声 -英：ファースト・エイド・キット
失われた森に住む大小二人の双子の木のケンタウロス。
ジャケット裁判長(Judge Jacket)
声 -塩田朋子/英：サンティゴールド
地下の裁判所で裁判長を務めるホシバナモグラのケンタウロス。
ジョニー・ティータイム(Johnny Teatime)
声 -英：アドウェール・アキノエ＝アグバエ
ネコタウロスの谷に住むティーカップに入った子猫のようなケンタウロス。
クジラタウロス・シャーマン(the Whaletaur Shaman)
声 -英：ロザリー・クレイグ
海に住む巨大なクジラのケンタウロス。

### その他のキャラクター
ジェブリー(Gebbrey)
声 -古沢勇人/英：Carl Faruolo
イチジクの木のケンタウロス。失くしたジャケットを探し彷徨っている。
謎の女性(the Mysterious Woman)
声 -英：レア・サロンガ
ケンタウロスワールドで生きる唯一の人間。高度な魔法を操ることができる。
クマタウロス(Beartaur)
声 -英：デヴィッド・ヨハンセン
洞窟に住む熊のケンタウロス。自称歴史学者。
なぐさめのダグ(Comfortable Doug)
声 -平林剛/英：フルーラ・ボルク
地下の裁判所で働くモグラのケンタウロス。
しっぽ(Horse's tail)
声 -広田勇二/英：ポール・F・トンプキンス
喋ることができるホースのしっぽ。ホースが使った初めての魔法だがコントロールはできない。
スプレンディブ(Splendib)
声 -かぬか光明/英：フレッド・アーミセン
ネコタウロスの谷で開催される『輝け自分コンテスト』でチャンピオンの座をキープするトラのケンタウロス。
マンボウ人魚(Sunfish Merguy)
声 -益山武明/英：ジェイミー・カラム
海沿いの遊園地を運営するマンボウのケンタウロス。本名は発音が難しいので「マンボウ人魚」と名乗っている。
グサーリ(Stabby)
声 -英：ディー・ブラッドリー・ベイカー
背中にナイフが刺さったトカゲのようなミノタウロス。本名はフィリップ・Ｊ・ボーンクランチ。
将軍(the General)
声 -青山穣/英：ブライアン・ダーシー・ジェームズ
人間の軍を率いる指揮官。
ベッキー・アップルズ(Becky Apples)
将軍からライダーへ与えられたホースに代わる新しい馬。
マランジェラ(the Duchess Malangella)
声 -英：マリア・バンフォード
馬のケンタウロス。ウマタウロスの城塞に住む城主。
マウスピース(Mouthpiece)
声 -益山武明/英：スコット・ホーイング
ペリカンのケンタウロス。なぐさめのダグの大ファン。
クランディ(Crandy)
声 -英：コリーン・バリンジャー
トリタウロス達の間で人気があるインフルエンサー。
虚無の王(the Nowhere King)
声 -広瀬彰勇/英：ブライアン・ストークス・ミッチェル
ミノタウロス軍を率いて世界を破滅させようとする巨大なクリーチャー。

## 日本語版スタッフ
- スタジオ - 株式会社 東北新社
- 吹替翻訳 - 埜畑みづき、川嶋加奈子
- 演出 - 日向泰祐
- 音楽監督 - 新倉歩
- 調整 - 松中享子、吉田佳代子、梅村広明、安藤映見、藤原暢之
- 制作進行 - 吉田明弘
- 日本語字幕 - 金澤葵(シーズン1)、大前留奈(シーズン2)

## 制作
2019年9月にシリーズの制作が初めて発表された。

## 各話リスト
| 話数      | 邦題                                         | 英題                                                       | 配信日        |
| シーズン1 | シーズン1                                    | シーズン1                                                  | シーズン1     |
| --------- | -------------------------------------------- | ---------------------------------------------------------- | ------------- |
| 1         | 虹(にじ)の道へ旅立とう                       | Hello Rainbow Road                                         | 2021年7月30日 |
| 2         | か弱く小さな存在                             | Fragile Things                                             | 2021年7月30日 |
| 3         | 鍵(かぎ)のピース                             | The Key                                                    | 2021年7月30日 |
| 4         | あなたに必要なもの                           | What You Need                                              | 2021年7月30日 |
| 5         | かくれんぼ                                   | It's Hidin' Time                                           | 2021年7月30日 |
| 6         | 2つ目の穴                                    | Holes: Part 2                                              | 2021年7月30日 |
| 7         | 輝(かがや)け自分コンテスト: 勝者にはタスキを | Johnny Teatime's Be Best Competition: A Quest for the Sash | 2021年7月30日 |
| 8         | クジラタウロス・シャーマンに乗ろう!          | Ride the Whaletaur Shaman!                                 | 2021年7月30日 |
| 9         | 裂(さ)け目: 前編                             | The Rift : Part 1                                          | 2021年7月30日 |
| 10        | 裂(さ)け目: 後編                             | The Rift : Part 2                                          | 2021年7月30日 |
| シーズン2 |                                              |                                                            |               |
| 1(11)     | ホーセイシャ・ウィグヘア・ビーンズ?          | Horsatia Wighair Beansz?                                   | 2021年12月7日 |
| 2(12)     | 上空のオーディエンス                         | All Herd All the Terd                                      | 2021年12月7日 |
| 3(13)     | わかりあう心                                 | My Tummy, Your Hurts                                       | 2021年12月7日 |
| 4(14)     | 3つ目の穴                                    | Holes: Part 3                                              | 2021年12月7日 |
| 5(15)     | 信頼(しんらい)のきずな                       | Bunch O' Scrunch                                           | 2021年12月7日 |
| 6(16)     | ベッキー・アップルズのバラード               | The Ballad of Becky Apples                                 | 2021年12月7日 |
| 7(17)     | フーテナニー                                 | The Hootenanny                                             | 2021年12月7日 |
| 8(18)     | ラスト・ララバイ                             | The Last Lullaby                                           | 2021年12月7日 |